# メアリー・カルヴィ

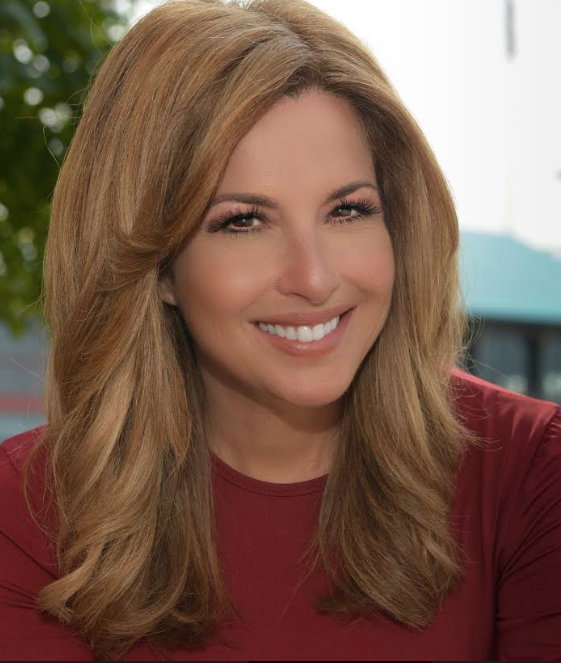
メアリー・カルヴィ

メアリー・カルヴィ（Mary Calvi）はアメリカ人、女性ニュースキャスター・ジャーナリストである。WCBS-TV所属・ニューヨーク地域のローカルニュース『CBS 2 News Weekend』のソロキャスター。アメリカ合衆国ニューヨーク州ウェストチェスター市出身。全米屈指の優等大学、シラキューズ大学ニューハウス校ジャーナリズム学部を準首席で卒業。

## キャリア
1991年から2002年までニューヨーク州ウェストチェスターのケーブルテレビ「ニュース12・ウェストチェスター」に勤務し、アシスタントニュースディレクターを、1995年から1999年まではエグゼクティブ・プロデューサーなどを務めた。
2002年にWCBS-TVに移籍し、ウェストチェスター地方のレポーターを務めた後、週末ニュースのキャスターとレポーターとなった。
2006年4月、3年間キャスターとレポーターを行き来したが、ロズ・エイブラムスと共に『CBS 2 News at Noon』『- at 5:00』のキャスターを務めることになり、メインキャスターに昇格した。
2006年11月、上記番組のキャスターが元同局スポーツキャスターのクリス・ラギーとNBCから新しく移籍してきたクリスティーン・ジョンソンに変更されたため、メアリーは再び週末ニュースのキャスターに戻り、女性ソロ・キャスターとなった。
強弱のある喋りが特徴的で、非常にクールな進行を好む。
HBOのドキュメンタリー映画「Indian point:Imaging the unimaginable」のいくつかのシーンでウェストチェスターで働く彼女をフィーチャーした。
ニューヨーク州議会下院議員マイク・スパノと結婚し3人の子供がいる。ウェストチェスター在住。